# Karlsbrunnen (Aachen)
Der Karlsbrunnen, auch Marktbrunnen, befindet sich auf dem Markt in Aachen direkt vor dem Aachener Rathaus. Er ist der älteste Brunnen der Stadt Aachen und unterlag seit seiner Errichtung diversen Änderungen. 

## Beschreibung und Geschichte

### Ursprung und erste Erweiterung
Die ursprüngliche Aufstellung fand im Jahr 1334 statt, als ursprünglich polygoner Schalenbrunnen. Ein erster Umbau mit Erweiterung fand 1620 statt, samt der Installation der Figur Karls des Großen, die in Dinant gegossen wurde. Gleichfalls wurde zu diesem Zeitpunkt die sechs Tonnen schwere Bronzeschale mit floralen Zügen mit einem Durchmesser von 3,60 m in das Erscheinungsbild integriert. Gegossen wurde sie laut Inschrift um 1620 von den Aachener Glockengießern Franz und Peter von Trier mit Unterstützung des auswärtigen Glockengießers Daniel Laner (Lonner). An ihrem Außenband zeigen sich zwischen Blumengirlanden mit Meerwesen, dem Reichsadler und dem Aachener Stadtwappen abwechselnd sechs wasserspeiende Löwenköpfe sowie ebenso viele aufgelegte Wappenschilde. Diese sind den verdienten Bürgermeistern Joachim Berchem, Albrecht Schrick, Dietrich Speckhewer, Egidius Bleyenheuft und Johann Schörer, die in diesem Zeitraum ihr Amt versahen, sowie dem städtischen Speichermeister Peter Brunnenstein und dem städtischer Baumeister Arnold von Savelsberg (letztere beiden aus Platzgründen zu einem Schild zusammengefasst) zuzuordnen.

### Zweite Erweiterung und Franzosenzeit
Der Aachener Baumeister Johann Joseph Couven entwarf im Jahr 1735 das Blausteinbecken. Drei Jahre später fügte Couven die beiden bronzenen Fische dem Blausteinbecken hinzu. Da der Karlsbrunnen als Zierbrunnen konzipiert war, entwarf Couven 1736 noch zwei kleine Laufbrunnen, an denen die Aachener Bürger Wasser schöpfen konnten. Diese standen in unmittelbarer Nähe vom Karlsbrunnen. Alimentiert wurden die drei Brunnen über die so genannte Marktwasserleitung, die u. a. auch in ihrem weiteren Verlauf die Hotmannspief mit Wasser der Pau versorgte.
Beim Einmarsch der Franzosen im Jahr 1792 wurde die Karlsstatue als Kriegsbeute nach Paris verschleppt, konnte aber durch erfolgreiche Verhandlungen des amtierenden Aachener Maire Johann Wilhelm Gottfried von Lommessem im Jahr 1804 zurückerlangt und ein Jahr später wieder feierlich aufgestellt werden. 

### Zweiter Weltkrieg und Moderne
Während des Zweiten Weltkriegs wurde der Brunnen demontiert, um zu verhindern, dass dieser durch den Krieg Schaden nimmt. 1948 wurde der Brunnen wieder zusammengesetzt. Der Neuguss der Statue wurde auf Initiative von Ewald Nießen, dem ersten hauptamtlichen Denkmalpfleger der Stadt Aachen, umgesetzt.  Auf historischen Fotografien ist erkennbar, dass die Karlsfigur ursprünglich nach Süden, also auf das Rathaus, blickte. Heute hingegen steht die Figur mit dem Rücken zum Rathaus. Wenn in dieser Anordnung das Gesicht der Statue betrachtet wird, so bildet das Rathaus den Hintergrund. 

### Die Inschriften der Schale
| Position                                                                     | Inschrift | Übersetzung |
| Inschrift unterer Schalenrand. Rosetten als Trenner.                         | + DVRCH · DAS · FEVER · BIN · ICH · GEFLOSSEN · FRANS · VON · TRIER · PETER · VON · TRIER · VND · DANIEL · LANER · HABEN · MICH · GEGOSSEN · ANNO · DOMINI · 1620 | |
| Inschrift oberhalb, Wappenbeischriften unterhalb des Ornamentbandes erhaben. | + HIC AQVIS PER GRANVM PRINCIPEM QVENDAM ROMANVM NERONIS (ET) AGRIPPAE FRATREM CALIDORVM FONTIVM THERMAE A PRINCIPIO CONSTRVCTAE · POSTEA VERO PER D(IVVM) CAROLVM MAGNVM IMP(ERATOREM) CONSTITVTO VT LOCVS HIC SIT CAPVT (ET) REGNI SEDES TRANS ALPES RENOVATAE SVNT QVIBVS THERMIS HIC GELIDVS FONS INFLVXIT OLIM QVEM NVNC DEMVM HOC AENEO VASE ILLVSTRAVIT S(ENATVS) P(OPVLVS)Q(VE) AQISGRANI · ANNO DOMINI · M·DC·XX | Hier in Aachen sind durch einen gewissen römischen Princeps Granus, einen Bruder Neros und der Agrippa, die Thermen der heißen Quellen von Grund auf erbaut worden. Später aber, nachdem durch den heiligen Kaiser Karl den Großen festgesetzt worden war, dass dieser Ort Haupt und Sitz des Reiches diesseits der Alpen sei, sind sie wiederhergestellt worden; in welche Thermen einst diese kalte Quelle hineingeflossen ist, die Senat und Volk von Aachen nun gerade durch dieses eherne Gefäß dargestellt haben. |

## Sonstiges
Die markante Bronzeschale heißt in Aachener Mundart Eäzekomp, was sich mit Erbsenschüssel übersetzen lässt.
Die Originalfigur Kaiser Karls stand seit 1969 im Krönungssaal des Rathauses und wurde 2014 ins stadthistorische Museum Centre Charlemagne am Katschof verlegt. Auf dem Brunnen selbst steht eine Kopie, da die Umwelteinflüsse der Originalfigur immer mehr zusetzten.

Einzel- und Detailansichten
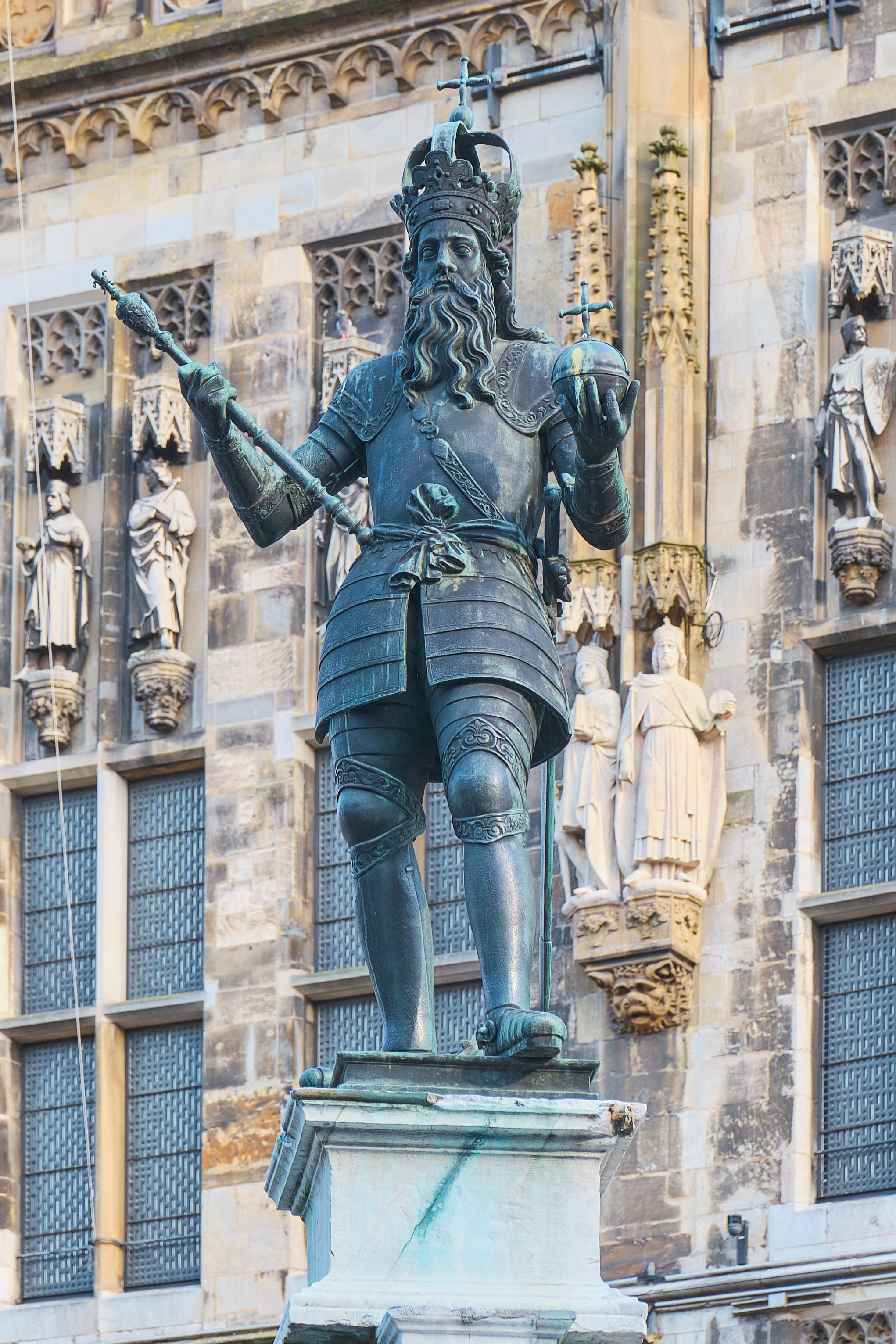
Statue Karls des Großen
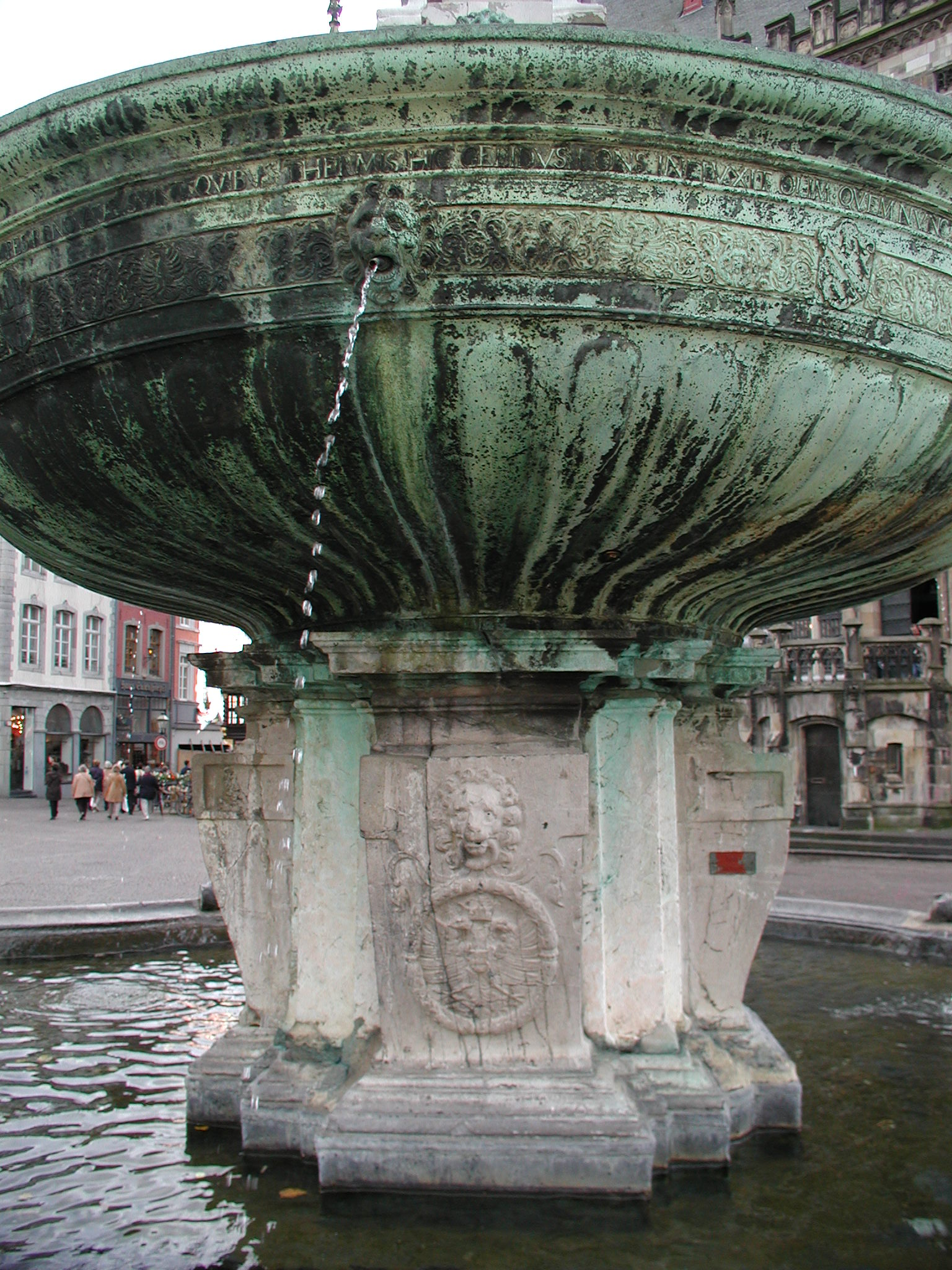
Schale und Sockel
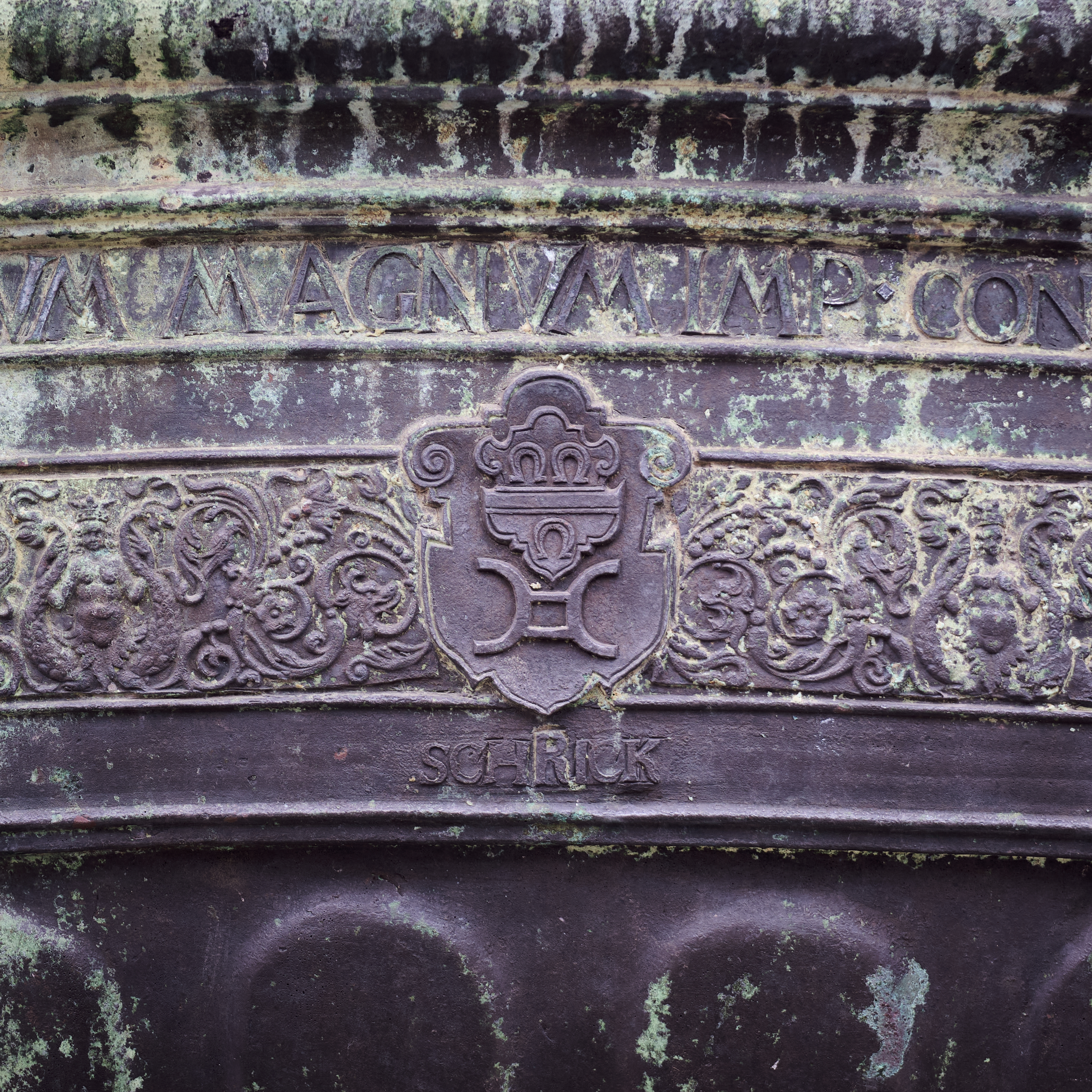
Bürgermeisterwappen an der Schale
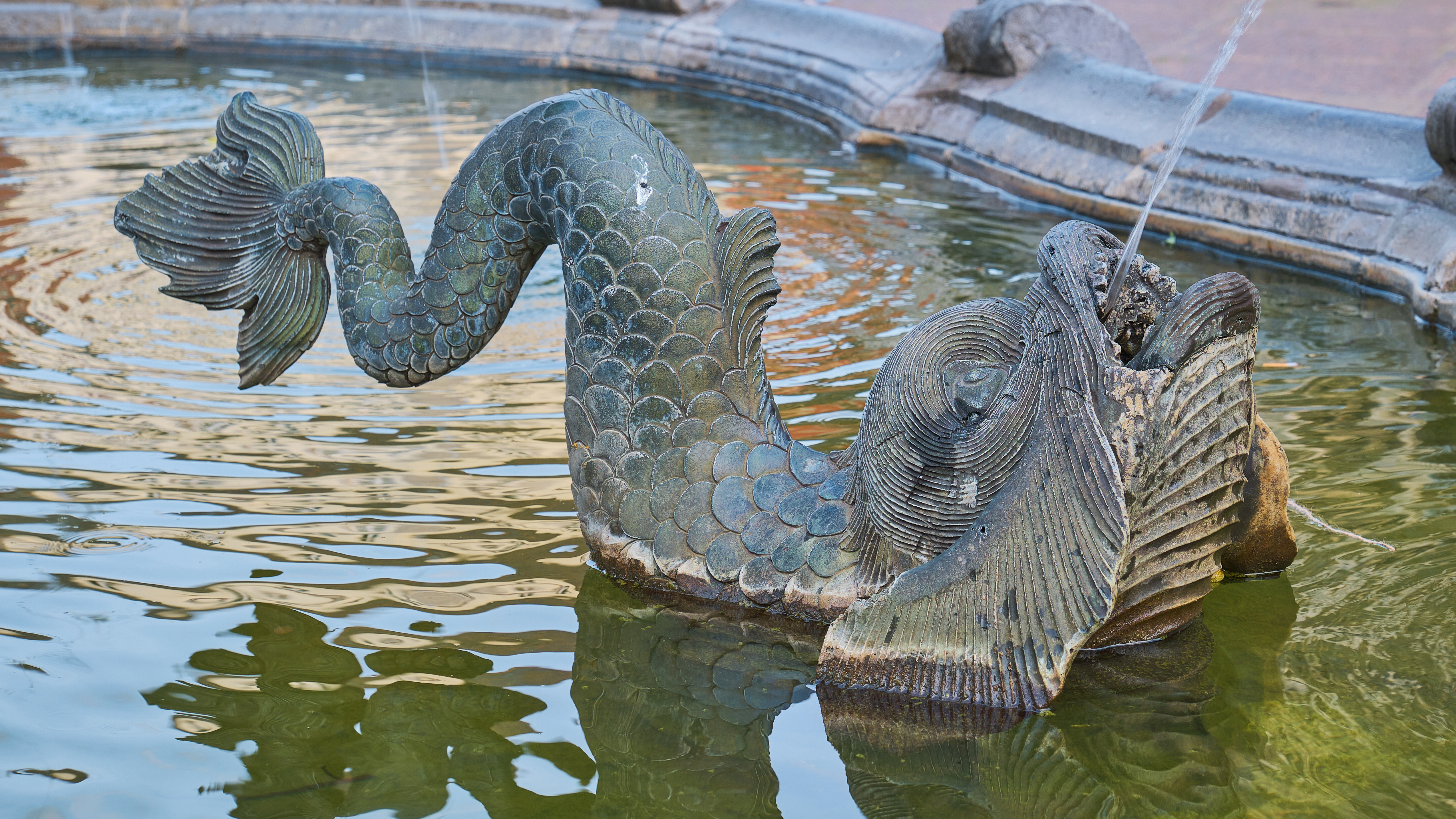
Bronzefigur eines Fischs
- Videorundgang um den Brunnen